# Limont-Fontaine
Limont-Fontaine – miejscowość i gmina we Francji, w regionie Hauts-de-France, w departamencie Nord.

## Ludność
Według danych na rok 1990 gminę zamieszkiwały 654 osoby, a gęstość zaludnienia wynosiła 96 osób/km² (wśród 1549 gmin regionu Nord-Pas-de-Calais Limont-Fontaine plasuje się na 691. miejscu pod względem liczby ludności, natomiast pod względem powierzchni na miejscu 533.).